# Söder (Holle)
Söder ist eine Ortschaft der Gemeinde Holle, Landkreis Hildesheim.

## Geschichte
Von 1280 an gehörte Söder den Herren von Bortfeld. Kurt von Bortfeld starb 1685 nach einem Feldzug der Stadt Venedig gegen die Türken an der Pest. Ein Jahr später starb das letzte Familienmitglied der von Bortfeld. Der Fürstbischof von Hildesheim, Jobst Edmund von Brabeck, belehnte 1690 seine aus Westfalen stammende Familie mit dem Gut Söder. Er beauftragte 1696 den Zisterzienserorden aus dem nahegelegenen Kloster Derneburg mit der Seelsorge in Söder.
Die Familie von Brabeck hatte 1735 vorübergehend einen Priester mit der Seelsorge in Söder beauftragen können. Die Schlosskapelle trug vermutlich ein Mauritiuspatrozinium. Der Neffe des Bischofs – gleichfalls mit dem Namen Jobst Edmund – ließ in den Jahren 1741 bis 1742 das Schloss Söder mit einer Hauskapelle erbauen.
Unter Moritz von Brabeck beherbergte Söder von 1788 an eine kostbare Gemäldesammlung, die viele Besucher nach Söder zog. Durch die Förderung der Familie von Brabeck war Schloss Söder bis Ende des 18. Jahrhunderts ein geistiger und kultureller Mittelpunkt des Bistums Hildesheim. Die Seelsorgeaufgaben hatte bis zur Säkularisation des Klosters der Zisterzienserorden aus Derneburg übernommen.
Friedrich Leopold zu Stolberg-Stolberg hielt sich 1819 in Söder auf und es entstand das Söderlied. Die Marienkapelle wurde 1862 erbaut.
Am 1. März 1974 wurde Söder in die Gemeinde Holle eingegliedert.

## Wappen
Das Wappen von Söder zeigt zwei gekreuzte Lilienstäbe aus dem Wappen der Familie von Bortfeld und drei Wolfsangeln (Doppelhaken) aus dem Wappen der Familie von Brabeck.